# Richard Alston
Pour les articles homonymes, voir Alston.
 (mars 2019).
Si vous disposez d'ouvrages ou d'articles de référence ou si vous connaissez des sites web de qualité traitant du thème abordé ici, merci de compléter l'article en donnant les références utiles à sa vérifiabilité et en les liant à la section « Notes et références ».
Richard Alston, né à Stoughtonx (en) dans le Sussex le 30 octobre 1948, est un danseur et chorégraphe britannique.

## Biographie
Après des études à Eaton, Richard Alston commence sa formation de danseur à la London School of Contemporaty Dance où il crée sa première chorégraphie en 1968. En 1972 il fonde une compagnie expérimentale puis part étudier à New York auprès de Merce Cunningham (1975-1976).
En 1980 il crée Bell High pour le Ballet Rambert dont il devient chorégraphe résident, puis directeur artistique de 1986 à 1992. Il le rebaptisera en 1987 en Rambert Dance Company. En 1993 à l'invitation de Régine Chopinot et du Ballet Atlantique à La Rochelle, il a créé une chorégraphie pour le Marteau sans maitre de Pierre Boulez avec la collaboration de Jean-Charles Blais pour les décors et la scénographie.
En 1994 il est nommé directeur de The Place, où la Richard Alston Dance Company est résidente jusqu'en 2019, date à laquelle le Arts Council England décide de ne plus financer la troupe,.
En 1995 il a été fait chevalier de l'ordre des arts et des lettres et, en 2001, il a reçu l'Ordre de l'Empire britannique.